# 行快 (仏師)
行快（ぎょうかい、生没年未詳）は、鎌倉時代前期に活躍した慶派の仏師。快慶の高弟で、事実上の後継者である。

## 経歴
生没年は不詳だが、活動時期は運慶の後継者・湛慶と重なり、湛慶と同年代かやや若いと考えられる。快慶の法眼期の作品である地蔵菩薩立像（藤田美術館蔵）の足枘に、快慶の名と並んで「開眼」「行快」の墨書銘があり、これは本像の玉眼制作を担当したのが行快であることを意味すると考えられる。像の印象を大きく左右する玉眼の制作を任され、銘記中に制作者として快慶との併記を許されたのは、既にこの頃には行快が快慶工房の有力仏師だったことを示していると言えよう。建保4年（1216年）に、青蓮院熾盛光曼荼羅諸尊の造立の賞を快慶から譲られ、法橋位を得る。法橋叙位は、快慶一門の仏師の中では初めてであり、快慶の一番弟子だった行快の立場を物語る。建保7年（1219年）快慶が行った大和の長谷寺・十一面観音像再興に関する記録でも、「大仏師快慶」と「左（すけ）法橋　行快」と快慶を補佐する立場だと記され、行快はその光背を製作したという。嘉禄3年（1227年）には、極楽寺（京都府城陽市）の阿弥陀如来立像を造立。同年、法眼に昇進した。
墨書銘がある現存作品は10点（京都国立博物館による。下記の表参照）。このほか無記名だが行快作だと思われる作品が数点ある。作品を見ると、快慶の形式・作風を継承しながら、複雑さと強さを加味している。しかし、行快から後の仏師の活動は、他の兄弟弟子も含めても判明せず、快慶の仏師系統はこの後消滅したとみられる。

## 作品
| 作品名                         | 員数           | 材質・技法                       | 像高（cm）                | 所有者             | 年代                | 銘文                                           | 文化財指定 | 備考 |
| ------------------------------ | -------------- | -------------------------------- | ------------------------- | ------------------ | ------------------- | ---------------------------------------------- | ---------- | --- |
| 地蔵菩薩立像                   |                |                                  |                           | 藤田美術館         | 1208-16年           | 「巧匠／法眼快慶」「開眼／行快」               | 重要文化財 | |
| 十大弟子像のうち「優波離」     | 十躯のうち一躯 | 木造・彩色・切金・玉眼           |                           | 大報恩寺           | 1216-20年頃         | 「法眼／快慶／□□／行快／法橋」                 | 重要文化財 | 他の像のうち「阿那律」「富楼那」が仏師のクセが出やすい耳の造形が近い。特に「阿那律」は同寺にある釈迦如来坐像と横顔における耳の配置なども酷似し、行快作の可能性が高い。 |
| 阿弥陀三尊像のうち「観音菩薩像 | 一躯           | 木造・漆箔・彩色・切金文様・玉眼 | 58.5                      | 西教寺（大津市）   | 13世紀前半          | 「巧匠／法橋行快」                             | 重要文化財 | 中尊の阿弥陀如来像も作風はやや異なるが同時期の作。勢至菩薩像は少し後の作か。                                                                                           |
| 阿弥陀如来立像                 | 一躯           | 木造・漆箔・玉眼                 | 79.5                      | 極楽寺（城陽市）   | 嘉禄3年（1227年）頃 | 「法橋行快造之」                               | 重要文化財 | |
| 釈迦如来坐像                   | 一躯           | 木造・漆箔                       | 89.3                      | 大報恩寺           | 13世紀              | 「巧匠／法眼行快」                             | 重要文化財 | 年に数回のみ公開される秘仏 |
| 不動明王坐像                   | 一躯           | 木造・彩色                       | 201.7                     | 金剛寺             | 天福2年（1234年）   | 「造立大仏師法眼行快 小仏子字肥後公 字丹後公」 | 国宝       | 「天福二年」の墨書銘が見つかり、行快の作であることが判明した。本像と対となる降三世明王坐像も、銘記は確認されていないが、行快工房作だと考えられる。                     |
| 阿弥陀如来立像                 | 一躯           | 木造・漆箔・玉眼                 | 98.6                      | 阿弥陀寺（長浜市） | 文暦2年（1235年）頃 | 「巧匠／法眼行快」                             | 重要文化財 | |
| 千手観音像（第490号）          |                |                                  |                           | 蓮華王院           | 1249-63年           | 「法眼行快」                                   | 国宝       | |
| 阿弥陀如来立像                 |                |                                  |                           | 北十萬（大阪）     | 13世紀前半          | 「巧匠／法眼□□」                               |            | |
| 阿弥陀三尊像                   |                | 木造                             | 中尊:83 観音:59 勢至:58.2 | 聞名寺（京都市）   | 嘉禄3年(1227年)以降 | 「巧匠／法眼行快」                             |            | 観音・勢至菩薩立像の足ほぞに墨書銘がある |

### 行快作の可能性が高い像
- 「阿弥陀如来立像」 浄土宗（佛教大学宗教文化ミュージアム保管、玉桂寺旧蔵） 建暦2年（1212年）
- 「阿弥陀如来立像」 浄信寺（滋賀県） 「□□法橋行□」[4]
- 「阿弥陀如来立像」 遍照寺（三重県） 1230年代頃か[2]。
- 「阿弥陀如来立像」（三尊のうち） 峰定寺 1230年代頃か[2]。
- 「誕生釈迦仏」 大報恩寺 本作は鋳造だが、作風が同寺の釈迦如来座像に似ることから鋳造原型を制作か。